# Echt-Susteren
Echt-Susteren est une commune des Pays-Bas de la province du Limbourg.
Elle a la particularité, comme au sud Sittard-Geleen, de « couper » la province du Limbourg en deux, avec une frontière occidentale avec la Belgique, et une frontière orientale avec l'Allemagne.

## Histoire
| Appartenances historiques Duché de Limbourg 1200-1400 Duché de Juliers 1400-1797 République cisrhénane (Roer) 1797-1802 République française (Roer) 1802-1804 Empire français (Roer) 1804-1813 Pays-Bas 1815-présent |

La commune a été créée le 1er janvier 2003 par la fusion d'Echt et de Susteren. Susteren avait déjà absorbé Roosteren et Nieuwstadt en 1982.